# Ragonvalia (kommun)
Ragonvalia är en kommun i Colombia.   Den ligger i departementet Norte de Santander, i den norra delen av landet, 400 km nordost om huvudstaden Bogotá. Antalet invånare är 6 800.